# Windows 10
Windows 10 — основний випуск ОС Windows NT компанії Microsoft. Вона є прямим наступником Windows 8.1, яка була оприлюднена майже двома роками раніше. Вона була випущена у виробництво 15 липня 2015 року, а згодом — у роздрібну торгівлю 29 липня 2015 року. Windows 10 була доступна для завантаження через MSDN та TechNet, як безоплатне оновлення для користувачів роздрібних копій Windows 8 та Windows 8.1 через Windows Store, а також для користувачів Windows 7 через Windows Update. Windows 10 отримує нові збірки на постійній основі, які доступні без додаткових витрат для користувачів, на додаток до додаткових тестових збірок Windows 10, які доступні для Windows Insiders. Пристрої в корпоративному середовищі можуть отримувати ці оновлення повільніше або використовувати довгострокові етапи підтримки, які отримують лише критичні оновлення, такі як виправлення безпеки, упродовж десятирічного терміну розширеної підтримки. У червні 2021 року корпорація Microsoft оголосила, що основна підтримка версій Windows 10, які не входять у канал довгострокового обслуговування (LTSB/LTSC) 2016 року або пізніше, завершилася 13 жовтня 2020 року і розширена підтримка завершиться 14 жовтня 2025 року. Відповідно, звичайні користувачі перестануть отримувати патчі безпеки та будуть змушені перейти на нову ОС. Більше пощастило корпоративним клієнтам – вони зможуть продовжити користуватися Windows 10 навіть після припинення підтримки, аж до 2028 року, однак за додаткову плату.
Windows 10 набула загалом ствердні відгуки після свого першого випуску. Критики високо оцінили рішення Microsoft надати інтерфейс, орієнтований на настільні комп’ютери, як і в попередніх версіях Windows, на відміну від орієнтованого на планшети підходу Windows 8, хоча режим сенсорного інтерфейсу Windows 10 критикували за те, що він містить регресивні елементи сенсорного інтерфейсу її попередниці. Критики також високо оцінили поліпшення комплектного програмного забезпечення Windows 10 у порівнянні з Windows 8.1, інтеграцію Xbox Live, а також функціональність і можливості персонального асистента Cortana і заміну Internet Explorer на Microsoft Edge. Водночас ЗМІ критично оцінили зміни в поведінці ОС, зокрема, обов’язкове встановлення оновлень, занепокоєння щодо конфіденційності під час збору даних, що здійснюється ОС для Microsoft та її партнерів, а також тактику просування операційної системи, що нагадує рекламне ПЗ, після її релізу.
Корпорація Microsoft спочатку мала на меті інсталювати Windows 10 на понад мільярд пристроїв протягом трьох років із моменту її випуску, ця мета була досягнута майже через п'ять років після випуску 16 березня 2020 року і на сьогодні Windows 10 є найбільш використовуваною версією практично в усіх країнах світу. До січня 2018 року Windows 10 перевершила Windows 7 як найпопулярніша версія Windows у всьому світі. Станом на серпень 2022 року, Windows 10, за оцінками аналітиків, має 72 % частку ПК з Windows, що все ще в 6,2 раза перевищує частку її наступниці Windows 11 (і в 6,0 разів — Windows 7). Ця частка знижується з пікового значення 82 % у січні 2022 року,, оскільки Windows 11, яка зараз є другою за популярністю версією Windows у багатьох країнах, є другою найпопулярнішою версією Windows. Частка Windows 10 серед усіх ПК  становить 58 % (решта — інші версії Windows та інші ОС, такі як macOS та Linux), а 22 % всіх пристроїв (зокрема мобільні, планшетні та консольні) працюють під управлінням Windows 10. 24 червня 2021 року компанія Microsoft анонсувала наступницю Windows 10 — Windows 11, яка вийшла 5 жовтня 2021 року.
Windows 10 — фінальна версія Windows, яка підтримує 32-розрядні процесори (на базі IA-32 та ARMv7) та пристрої з прошивкою BIOS. Для її наступниці, Windows 11, потрібен пристрій, який використовує прошивку UEFI і 64-розрядний процесор у будь-якій підтримуваній архітектурі (x86–64 для x86 і ARMv8 для ARM).

## Нововведення

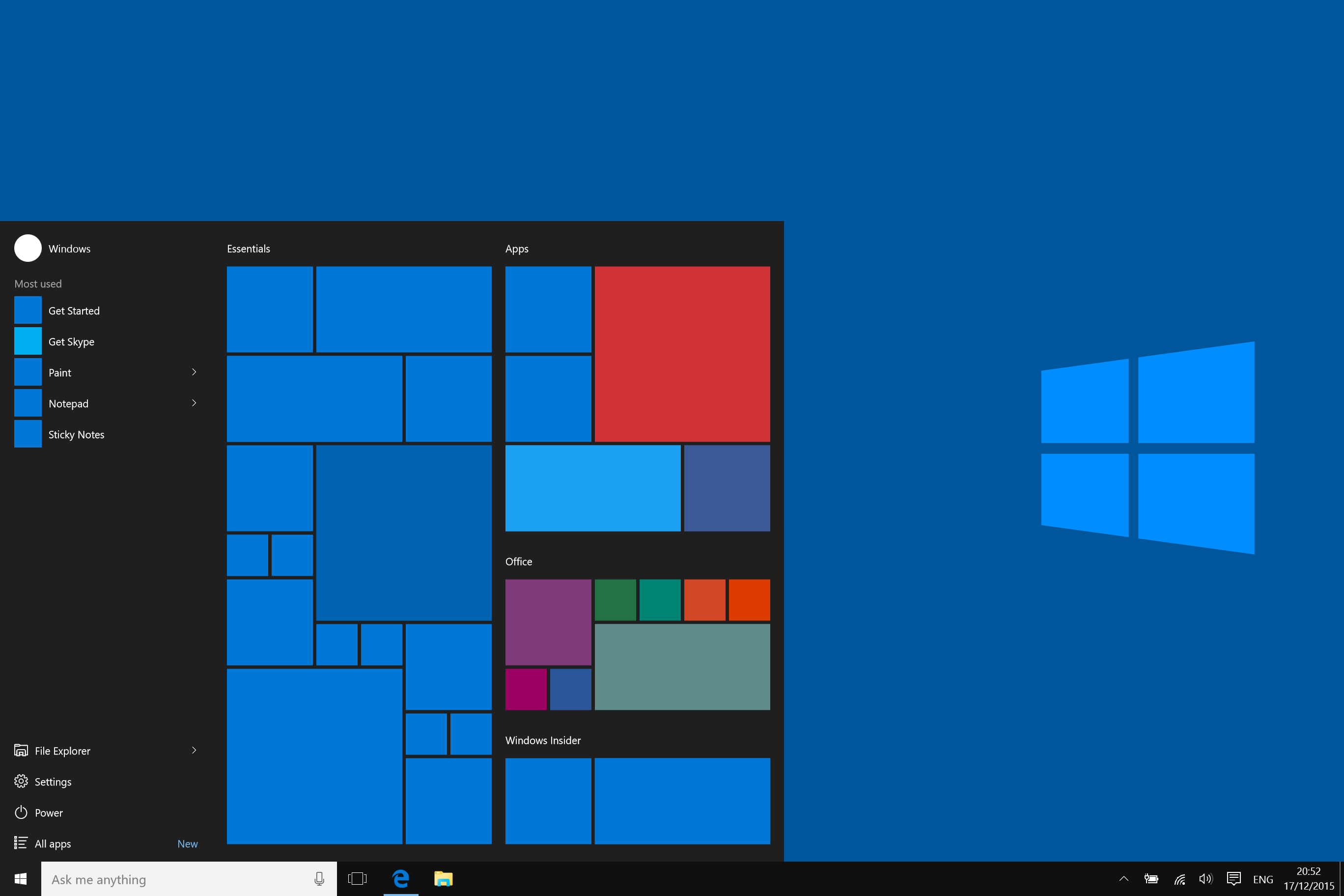
Схема інтерфейсу робочого столу, панелі завдань та меню «Пуск» у Windows10

### Користувацький інтерфейс
Оформлення Windows 10 засновано на принципах дизайну під назвою Metro, для якого притаманні прямокутні одноколірні форми, великі шрифти, схематичні іконки та плавні ефекти переходів.
У Windows 10 повернуто меню «Пуск», за структурою подібне до меню «Пуск» з версій до Windows 8, але з представленням застосунків та інформації в плитках. Сповіщення від системи та застосунків (поради, помилки, події календаря тощо) збираються в Центрі сповіщень, що являє собою панель з правого боку екрана, яка розгортається значком на панелі завдань. Додатково в Центрі сповіщень представлені елементи управління режимами роботи комп'ютера, підключеннями до бездротових пристроїв та іншими параметрами системи.
Windows 10 має вдосконалену функцію мультивіконності Snap Assist, яка допомагає розподіляти простір екрана між вікнами. Вона дозволяє розташувати на робочому столі до чотирьох вікон одночасно. При цьому Windows 10 підказує, які ще додатки запущені в системі і як їх можна розмістити. В цій ОС додано функцію створення кількох робочих столів (подібну функцію можна побачити в Apple OS X та Ubuntu).
Служба для входу до системи за допомогою біометричних даних Windows Hello дозволяє входити в систему за допомогою свого обличчя або в тих застосунках і сайтах, котрі її підтримують. Паралельно із Windows Hello. Microsoft запускає систему, котра називається Microsoft Passport, що призначається для заміни пароля за допомогою особистих пристроїв, таких як смартфони, щоб можна було пройти аутентифікацію в корпоративних системах і онлайн-контенті.

### Додатки й функції
Cortana — особистий помічник. Secure Boot — можливість використовувати апаратну віртуалізацію для запобігання виконання шкідливих програм в момент старту ОС. Virtual Smart Cards — можливість використання двофакторної авторизації. Miracast — дозволяє транслювати зображення екрана через проєктор або телевізор. Зокрема, з використання технології WiDi. Hyper-V ⁣ — система віртуалізації на основі гіпервізора (запуск кількох ОС на одному пристрої). Enterprise Data Protection — технологія для захисту корпоративних даних, де дозволено використовувати особисті пристрої співробітника. Device Guard — технологія для запуску тільки дозволених застосунків. Microsoft Passport ⁣ — використання альтернативних типів автентифікації в ОС, зокрема біометрії. Microsoft Edge — браузер для Інтернету. Azure Active Directory — хмарна активна директорія. Microsoft Store — магазин застосунків, де можна розміщувати власні розробки. MDM — управління мобільними пристроями для доступу до віртуальної приватної мережі.

## Вимоги до системи

Інтерфейс «Провідника» у Windows 10

Основні вимоги для установки Windows 10 такі ж, як і для Windows 8.1. Пристрої, що працюють на Windows 8.1 RTM не підтримуються. Windows 10 працює на всіх типах сучасних гаджетів (смартфон, планшет, комп'ютер, ноутбук, телевізор та приставка). Windows Phone не супроводжує цю ОС, замість неї введено Windows 10 зі спрощеним для мобільних пристроїв інтерфейсом (Windows Mobile). Якщо користувач підключає до мобільного пристрою клавіатуру і монітор, ОС пропонує перейти на повноцінну модель використання ОС (функція Continium). Якщо пристрій під'єднаний до Інтернету і користувач під'єднав до комп'ютера пристрій, незнайомий для комп'ютера або ОС, Windows сама шукає відповідний драйвер
| Компонент                  | Мінімальні | Рекомендовані |
| -------------------------- | --- | --- |
| Процесор                   | Тактова частота 1 ГГц Архітектура IA-32 або x64 з підтримкою PAE, NX та SSE2. Процесори x64 також мають підтримувати CMPXCHG16B, PrefetchW та LAHF/SAHF інструкції. | Тактова частота 1 ГГц Архітектура IA-32 або x64 з підтримкою PAE, NX та SSE2. Процесори x64 також мають підтримувати CMPXCHG16B, PrefetchW та LAHF/SAHF інструкції. |
| Оперативна пам'ять (RAM)   | IA-32: 1 ГБ x64: 2 ГБ | 4 ГБ |
| Відеокарта                 | Графічний пристрій з підтримкою DirectX 9 WDDM 1.0 або новіший | Графічний пристрій з підтримкою DirectX 10 WDDM 1.3 або новіший |
| Екран пристрою             | 800×600 пікселів | Н/Д |
| Пристрій введення          | Клавіатура та миша | Мультитач дисплей |
| Пам'ять на жорсткому диску | До 1903: IA-32: 16 ГБ; x64: 20 ГБ Після 1903: обидва 32 ГБ. | Н/Д |
| Інше                       | Н/Д | UEFI v2.3.1 Errata B з Microsoft Windows Certification Authority Trusted Platform Module (TPM) 2.0 Інтернет з'єднання                                               |

## Оновлення та підтримка
На відміну від попередніх версій Windows, Windows Update не дає змогу вибірково встановлювати оновлення, і всі оновлення (зокрема патчі, оновлення функцій та драйверів) завантажуються та інсталюються автоматично. Користувачі можуть лише вибрати, чи буде система автоматично перезавантажуватися для встановлення оновлень, коли система неактивна, або отримувати сповіщення про заплановане перезавантаження. Якщо бездротова мережа позначена як «Контрольована» — функція, яка автоматично зменшує фонову мережеву активність ОС для збереження обмежень на використання інтернету — більшість оновлень не завантажуються, поки пристрій не буде під'єднано до мережі без контролю. Версія 1703 дає дротовим (Ethernet) мережам змогу бути позначеними як контрольовані, але Windows однаково може завантажувати певні оновлення під час підключення до контрольованої мережі.
У версії 2004 року, після встановлення оновлення безпеки від серпня 2020 року та пізніших версій, оновлення драйверів та інших оновлень, що не стосуються безпеки, які вважаються необов’язковими, більше не завантажуються автоматично та не встановлюються на пристрої. Користувачі можуть отримати доступ до них у розділі «Налаштування» > «Оновлення та захист» > «Windows Update» > «Перегляд необов'язкових оновлень».
Оновлення можуть спричинити сумісність або інші проблеми; програма усунення несправностей Microsoft дає змогу видалити погані оновлення.
Відповідно до ліцензійної угоди з кінцевим користувачем Windows, користувачі погоджуються на автоматичну установку всіх оновлень, функцій і драйверів, що надаються службою, і неявно дають згоду «без будь-якого додаткового повідомлення» на можливість зміни або видалення функцій  В угоді також зазначено, спеціально для користувачів Windows 10 в Канаді, що вони можуть призупинити оновлення, відключивши свій пристрій від інтернету.
Windows Update також може використовувати peer-to-peer систему для розповсюдження оновлень; за замовчуванням пропускна здатність користувача використовується для розповсюдження раніше завантажених оновлень іншим користувачам у поєднанні із серверами Microsoft. Натомість користувачі можуть вибрати використання лише однорангових оновлень у своїй локальній мережі.

### Життєвий цикл підтримки
Оригінальна версія Windows 10 отримує основну підтримку упродовж п’яти років після її оригінального випуску, а потім ще п’ять років розширеної підтримки, але це залежить від певних умов. Політика життєвого циклу підтримки Microsoft для ОС зазначає, що «Оновлення є кумулятивними, водночас кожне оновлення базується на всіх оновленнях, які йому передували», що «пристрій має встановити останнє оновлення, щоб залишатися підтримуваним», і що здатність пристрою отримувати майбутні оновлення буде залежати від сумісності обладнання, наявності драйверів і того, чи міститься пристрій у межах «періоду підтримки» виробника — новий аспект, який не був врахований у політиці життєвого циклу для попередніх версій. Ця політика була вперше застосована у 2017 році, щоб заблокувати пристрої Intel Clover Trail від отримання оновлення Creators Update, оскільки Microsoft стверджує, що майбутні оновлення «вимагають додаткової апаратної підтримки для забезпечення найкращого можливого досвіду», і що Intel більше не надає підтримку або драйвери для цієї платформи. Microsoft заявила, що ці пристрої більше не будуть отримувати оновлення функцій, але будуть отримувати оновлення безпеки до січня 2023 року. Microsoft і далі підтримуватиме принаймні один стандартний випуск Windows 10 до 14 жовтня 2025 року. Якщо Windows 10 активовано, то власник може безкоштовно оновити систему до Windows 11, не потребуючи купувати ключ продукту (за умови, що пристрій підтримує Windows 11).
8 квітня 2023 року, Microsoft нагадав своїм користувачам про швидке припинення підтримки ОС Windows 10 версії 21H2. Її обслуговування завершиться 13 червня 2023 року. Компанія не тільки нагадала про те, що дана версія ОС застаріла, але і закликала тих, хто ще не перейшов на використання більш актуальною версії ОС, оновитися до Windows 10 пізнішої версії, або, якщо дозволяє апаратна складова ПК, відразу до Windows 11. 27 квітня 2023 року Microsoft оголосила, що Windows 10 версія 22H2 буде останньою версією Windows 10, її підтримка завершиться 14 жовтня 2025 року. Компанія також заявила, що вся підтримка Windows 10 Home, Pro, Enterprise і Education, включаючи оновлення безпеки, для звичайних користувачів також припиниться з 14 жовтня 2025 року. Як і планувалося, 14 червня 2023 року, компанія Microsoft повідомила, що підтримка Windows 10 версії 21H2 надаватися більше не буде, тобто користувачі більше не будуть отримувати щомісячні оновлення з покращеннями безпеки та іншими змінами. Компанія рекомендує тим, хто досі має встановлену Windows 10 версії 21H2, оновити її до свіжішої.
У серпні 2023 року, не зважаючи на те, що Microsoft анонсував припинення виходу великих апдейтів для Windows 10, маються на увазі оновлення, що приносять в ОС істотні зміни і нові функції, корпорацією-розробником ОС було несподівано випущено оновлення з двома помітними нововведеннями. Маються на увазі додаток Windows Backup і кнопка для створення резервних копій у «Провіднику». Після натискання на неї файли, що знаходяться в папках користувача, копіюються в OneDrive. Офіційно нова кнопка в «Провіднику» анонсована Microsoft не була. За наявності прав адміністратора і вправності її можна активувати в налаштуваннях ОС. Також було повідомлено, що випуск Patch Tuesday і додаткових невеликих оновлень Windows 10, які не мають відношення до безпеки, буде продовжено. Що стосується підтримки Windows 10 та випуску апдейтів до неї, то їх, як і було оголошено, буде припинено у жовтні 2025 року.
В перших числах вересня 2023 року, компанія Microsoft повідомила про плани назавжди видалити текстовий редактор WordPad з операційних систем Windows 10 та Windows 11. Починаючи з 1995 року, редактор WordPad був доступний у кожній версії Windows. Він надавав користувачам базові можливості для редагування тексту з підтримкою RTF, DOC, ODT та інших популярних форматів. Тепер розробники рекомендують використовувати інше програмне забезпечення, включаючи пакет Microsoft Word. «Дуже скоро WordPad перестане отримувати оновлення і буде повністю видалено з операційної системи Windows. Ми рекомендуємо використовувати Microsoft Word для роботи з документами .doc і .rtf, а також Блокнот для редагування файлів .txt», – було зазначено в повідомленні Microsoft.
Станом на вересень 2023 року, можливість безкоштовного оновлення з Windows 10 до Windows 11 триває. Однак, у лютому 2023 року, Microsoft закрила продаж ліцензій Windows 10. Останнє оновлення для Windows 10 22H2 вийшло в жовтні 2022 року. Для звичайних версій Windows 10 підтримка завершиться 14 жовтня 2025 року, а корпоративна редакція операційної системи буде оновлюватися до 2029 року.
В серпні 2024 року Microsoft оголосила про тимчасове припинення агресивної рекламної кампанії, яка закликає користувачів Windows 10 оновитися до Windows 11. Рішення компанії послідувало за широкою реакцією користувачів, незадоволених нав'язливою рекламою і вікнами, що спливають, які докучали їм протягом останніх декількох місяців. Агресія була частиною стратегії Microsoft щодо переходу користувачів на Windows 11, особливо у зв'язку з наближенням дати закінчення підтримки Windows 10 14 жовтня 2025 року. Однак через велику кількість негативних відгуків Microsoft припинила показ цієї реклами.
28 червня 2025 року, як повідомило джерело Windows Latest, компанія Microsoft підтвердила, що розширені оновлення безпеки для Windows 10, які будуть виходити ще рік, доступні для всіх ПК, навіть тих, що не підтримуються для переходу на Windows 11.
У наведеній нижче Таблиці зібрано поточний стан вищезгаданих оновлень та підтримки різних гілок Windows 10:
| Оновлення гілки                                                  | Внутрішні канали Microsoft ПЗ Alpha                                           | Передперегляд гілки Windows Insider (WIPB) ПЗ Beta                                                               | Річний канал (колишній CB та SAC) "Кінцевий користувач" | Довгостроковий канал обслуговування (колишній LTSB)                                                                          |
| Видання                                                          | Home                                                                          | Home | Home | Enterprise LTSC |
| Видання                                                          | Pro                                                                           | | | Enterprise LTSC |
| Видання                                                          | Education                                                                     | | | Enterprise LTSC |
| Видання                                                          | Enterprise                                                                    | | | Enterprise LTSC |
| Критичні оновлення Виправлення безпеки та оновлення стабільності | Продовжується                                                                 | Припинено | Автоматичний | Користувач може відкласти оновлення на невизначений термін                                                                   |
| Оновлення функцій Оновлення некритичного функціоналу та функцій  | Продовжується                                                                 | Припинено | Автоматично або відкласти. | Тільки через модернізацію LTSC на місці                                                                                      |
| Функція модернізації каденції                                    | Продовжується                                                                 | Припинено | Продовжується, відстрочка на 12 місяців за один раз; після закінчення періоду відстрочки подальші відстрочки неможливі, доки не будуть встановлені останні оновлення      | Випуски LTSC є стабільними "моментальними знімками" AC                                                                       |
| Підтримка оновлення                                              | Постійне оновлення, функції з'являються і зникають безшумно з новими збірками | Припинено | Постійне оновлення, функції з'являються і зникають безшумно з новими збірками                                                                                             | Підтримка оновлення на місці для трьох останніх збірок LTSC                                                                  |
| Підтримка оновлень                                               | Підтримується тільки остання збірка                                           | Не підтримується; Windows 10 більше не входить до програми Insider, зусилля інсайдерів зосереджені на Windows 11 | 10 років (або ~6 місяців з моменту відкладення оновлення збірки або до тих пір, поки майбутні збірки не вимагатимуть апаратної підтримки, якої немає у старого пристрою). | 5 років (для 2021 року і новіших, не IoT) або 5 років основний + років розширений (для 2019 року і старіших, всі версії IoT) |
| Методи оновлення                                                 | Windows Update                                                                | Windows Update                                                                                                   | Windows Update Windows Update для бізнесу Windows Server Update Services                                                                                                  | Windows Update Windows Update для бізнесу Windows Server Update Services                                                     |

### Системні оновлення
| Версія                | Кодова назва   | Маркетингова назва    | Дата випуску      | Головні зміни |
| --------------------- | -------------- | --------------------- | ----------------- | --- |
| 1507                  | Threshold 1    | Initial Version       | 29 липня 2015     | Меню «Пуск» з плитками замість екрану. Віконний режим відображення Metro-застосунків. Віртуальні робочі столи. Прикріплення вікон до чотирьох кутів екрана. «Центр сповіщень». Копіювання і вставлення тексту в командному рядку. «Файли OneDrive за запитом» із завантаженням використовуваних замість всіх. |
| 1511                  | Threshold 2    | November Update       | 10 листопада 2015 | Кольорові заголовки вікон. Додатковий рядок плиток в меню «Пуск». Автоматична зміна розміру вікон при їх прикріпленні на екрані. Розпізнавання рукописного тексту помічником Cortana, повідомлення ним про обрані майбутні події. Синхронізація Edge між пристроями. |
| 1607                  | Redstone 1     | Anniversary Update    | 2 серпня 2016     | Перегруповано елементи меню «Пуск». Активні індикатори застосунків на панелі завдань. Вдосконалення функціональності панелі сповіщень і екрану блокування. Розширені функції помічника Cortana. Підтримка доповнень в Edge, фіксування його вкладок. «Скидання» системи до початково стану. Світла і темна теми оформлення застосунків. |
| 1703                  | Redstone 2     | Creators Update       | 5 квітня 2017     | Графічний редактор Paint 3D. Підтримка доповненої реальності. «Ігровий режим» використання ресурсів системи та стримінг ігор. Можливість відкладення оновлень системи. «Нічник» дисплею, що адаптує гаму до освітлення. Перегруповано пункти налаштування системи. Об'єднання функцій безпеки в «Захиснику Windows». Автоматичне блокування за відсутності поряд користувача. Групування плиток у папки в меню «Пуск». Збереження поточного сеансу в Edge. |
| 1709                  | Redstone 3     | Fall Creators Update  | 17 жовтня 2017    | Введення оформлення «Fluent Design». Використання в додатку «Фотографії» тривимірних об'єктів, кліпів, переходів, аудіо. Додаток Mixed Reality Viewer для перегляду доповненої реальності. Повернено функцію «Файли OneDrive за запитом». Новий інтерфейс додатку «Люди», можливість почати з нього чат. Анотування і виділення кольором тексту в Edge, редагування URL «Обраного», повноекранний режим браузера. Розділ про навантаженість GPU в диспетчері завдань. Активація ігрового режиму з ігрової панелі. Пошук останнього місця перебування цифрового пера. Конвертер валют в додатку «Калькулятор». Захист від програм-вимагачів та експлойтів. Нова сенсорна клавіатура і смайлики. |
| 1803                  | Redstone 4     | April Creators Update | 30 квітня 2018    | Функція «Хронологія» для перегляду дій за останній місяць. Широке впровадження «Fluent Design». Організація контактів у додатку «Люди». Обмін даними між розташованими поблизу пристроями. Перегляд діагностичних даних, які відправляються Microsoft. Встановлення шрифтів і мовних пакетів з «Магазину Microsoft». Масштабування застосунків. Підтримка HDR відео (на відповідних пристроях). |
| 1809                  | Redstone 5     | October 2018 Update   | 2 жовтня 2018     | Розширена синхронізація комп'ютера зі смартфоном. «Хмарний» буфер обміну, що дозволяє користуватися ним на різних пов'язаних між собою пристроях. Віртуальна клавіатура SwiftKey. Ширша підтримка темної теми оформлення. Глибше впровадження «Fluent Design». Додаткові елементи «Fluent Design» в Edge і налаштування автовідтворення медіаконтенту. Можливість закріплення папок і ярликів у меню «Пуск». Розширена підтримка HDR і трасування променів. Пропозиції результатів при пошуку. Огляд споживання енергії додатками. Інформативніша ігрова панель. Вдосконалена обробка знімків екрана. |
| 1903                  | 19H1           | May 2019 Update       | 21 травня 2019    | Відмова від автоматичної установки великих оновлень і відкладення установки дрібних у Windows 10 Home. Виділення зарезервованих 7 Гб для установки оновлень. Світла тема оформлення. «Пісочниця» для безпечного запуску застосунків (в Pro, Enterprise та Education) та дозвіл видаляти більше попередньо встановлених застосунків. Розділення панелі пошуку та помічника Cortana. Врахування файлів на комп'ютері при пошуку в меню «Пуск». Можливість запуску Win32-застосунків на віртуальній машині. Доступ до файлів Linux. Автоматичне виправлення проблем. Розширена гнучкіша ігрова панель. «Дружні дати» (на кшталт «вчора») замість числових. |
| 1909                  | 19H2           | November 2019 Update  | 12 листопада 2019 | Полегшений процес оновлення, котрий не відволікає користувача. Оптимізація використання ресурсів, вибір системою «вподобаного» процесорного ядра, покращення рукописного введення. Підтримка альтернативних голосових помічників. Внесення подій до календаря з бічної панелі. Гнучке налаштування сповіщень від застосунків. Виведення в результатах пошуку назв файлів як з локального ПК, так і хмарного сховища OneDrive. Можливість здійснювати дзвінки з додатка «Мій телефон». |
| 2004                  | 20H1           | May 2020 Update       | 27 травня 2020    | Спрощене з'єднання з пристроями по Bluetooth. Додаткові емоджі. Можливість перейменовувати віртуальні робочі столи. Розширені функції DirectX 12. Розміщення калькулятора поверх усіх вікон. Розширені функції Блокнота. Поглиблений зв'язок ПК зі смартфоном. Інтерфейс Cortana за зразком чатів. Додаткові функції для людей з обмеженими можливостями. |
| 19042                 | 20H2           | October 2020 Update   | 20 грудня 2020    | Копіювання в буфер обміну інформації про систему з вікна «Настройки». Вбудований вебоглядач Microsoft Edge; перемикання між його вкладками за Alt+Tab; закріплення посилань на вебсайти на панелі завдань. Макети розташування значків на панелі завдань. Доступ до Android-застосунків на смартфонах Samsung з додатка «Мій телефон». Фон плиток в меню «Пуск» відповідає загальній світлій чи темній темі оформлення. Інформативніші, менш нав'язливі сповіщення. Можливість роботи в режимі планшета за промовчуванням (для планшетів з приєднуваною клавіатурою). Вибір частоти оновлення екрана. |
| 19043                 | 21H1           | May 2021 Update       | 8 травня 2021     | До складу Windows 10 включено Edge на базі Chromium. Підтримка декількох відеокамер для розпізнавання обличчя у Windows Hello. Підвищена продуктивність застосунку Windows Defender Application Guard для захисту від шкідливих програм. Підтримка віддаленої роботи та підвищена продуктивність у Windows Management Instrumentation і Group Policy Service. Для версії 1909 та вищих, включаючи 21H1, також вийшло оновлення, що додає на панель завдань віджет «Новини та цікаве», який відображає поточну погоду, а при натисканні розгортається в панель з актуальною інформацією зі світу. |
| 19044                 | 21H2           | November 2021 Update  | 16 листопада 2021 | Використання хмарних віртуальних робочих столів Azure, як локальних. Безпарольний доступ до системи через біометрію за допомогою Windows Hello (в бізнес-версії). Підтримка обчислень на графічному процесорі в підсистемі Windows для Linux. Підтримка Wi-Fi WPA3-Personal H2E. Хоча оновлення було випущене 16 листопада 2021 року, спершу воно було доступне для обмеженого кола пристроїв. Для широкого загалу стало доступне 22 січня 2022 року. З 13 червня 2023 року підтримка Windows 10 версії 21H2 — більше не надається. |
| 19045                 | 21H1 21H2 22H2 | April 2023 Update     | 11 квітня 2023    | Оновлення (Patch Tuesday) для Windows 10 присвячене підвищенню безпеки та запровадження деяких нових функцій. Всього в оновленні Microsoft усунула 97 вразливостей, включаючи одну вразливість нульового дня, що активно використовується зловмисниками, яка дозволяла отримувати привілеї рівня SYSTEM — найвищого в Windows. Також Microsoft перерахувала відомі проблеми в оновленні, які є і поки не виправлені. Серед них – автоматичне видалення застарілої версії Microsoft Edge без наступного автоматичного встановлення нової версії Microsoft Edge. Також були усунені проблеми з налаштуваннями Блокнота, коли не відображаються всі доступні варіанти, зависанням PowerPoint, збоями Microsoft Narrator (Екранний диктор) в Excel, а також розпізнаванням USB-принтерів. |
| 19045                 | 20H2 21H2 22H2 | June 2023 Update      | 20 червня 2023    | Усунення вразливості, виявленої в ядрі Windows, яка могла призвести до можливого розкриття інформації. Ця вразливість отримала назву ідентифікатор CVE-2023-32019 і описується так: «Автентифікований користувач (зловмисник) може використовувати дану вразливість для отримання несанкціонованого доступу до інформації, що міститься в пам'яті ядра Windows. Для використання цієї вразливості не потрібні привілеї адміністратора або інші підвищені права доступу. Зловмисник, який успішно скористався цією вразливістю, може отримати доступ до вмісту пам'яті, який належить привілейованому процесу, запущеному на сервері». |
| 19045.3996            | 22H2           | January 2024 Update   | 23 січня 2024     | Це оновлення не стосується безпеки, а містить в собі покращення якості. Під час інсталяції KB5034203 вирішуються наступні проблеми: що впливає на ярлик Internet Explorer (коли він видаляється за допомогою політики, сполучення клавіш з'явиться знову); яка впливає на інструментарій керування Windows (WMI); усуває проблему, яка впливає на запити XPath у FileHash та інших двійкових полях; вирішує відому проблему, яка впливає на шифрування лише даних BitLocker; вирішує проблему, яка впливає на модуль цілісності коду (ci.dll) та деяких інших проблем. |
| 19044.4651 19045.4651 | 22H2           | July 2024 Update      | 9 липня 2024      | Це оновлення безпеки для Windows 10, яке було застосовано в ході так званого «вівторка оновлень». Компанія випустила патчі безпеки для своїх операційних систем, в тому числі апдейти KB5040427 стали доступні у версії Windows 10. У повідомленні Microsoft було зазначено, що фахівці виявили та усунули 142 вразливості та ще 4 вразливості «нульового дня». Більшість уразливостей (59 штук) — пов’язані з віддаленим виконанням коду. Також ще 26 уразливостей пов’язали з підвищенням привілеїв, 24 – обходом системи безпеки, 17 – проблемою відмови обладнання. П’ять уразливостей зі списку фахівці з безпеки назвали критичними. Усі вони були пов’язані з процедурою віддаленого виконання коду. Окрім того, оновлення KB5040427 стало окремою програмою з можливістю гнучкого налаштування, що забезпечить інтеграцію сервісу штучного інтелекту Microsoft Copilot. |
| 19041.5125            | 21H2 22H2      | November 2024 Update  | 12 листопада 2024 | Це оновлення безпеки KB5048239 для Windows 10 з активним середовищем відновлення Windows (WinRE) призначене для внесення деяких покращень у середовище відновлення Windows. WinRE використовується для відновлення систем, які не можуть завантажуватися належним чином. Оновлення безпеки покликане внести покращення та підвищити рівень захисту. Для його встановлення потрібно щонайменше 250 Мбайт вільного місця на диску. Разом з тим, з 10 січня 2025 року почали з'являтися численні повідомлення користувачів про проблеми на ПК з різними конфігураціями. Повідомляється, що встановлення цього оновлення проходить штатно і без збоїв, проте при наступному запуску Windows Update користувачеві знову пропонується встановити його. Повторні спроби інсталяції оновлення проблему не вирішують. При цьому система зберігає свою працездатність, а такі інструменти як Windows Event Viewer і Norton 360 показують, що оновлення успішно встановлено. Конкретна причина проблеми наразі залишається невідомою. Стандартні способи вирішення подібних збоїв, наприклад, перезавантаження ПК або перевстановлення Windows, виявляються марними. |

### Антивірусний захист
16 серпня 2023 року, Microsoft випустила оновлення захисника ОС Microsoft Defender, який є вбудованим антивірусом. Тепер він автоматично виявляє піратські копії ОС. Зокрема, апдейт 1.395.318.0 для Windows 10 та Windows 11 виявляє різні програми-здирники, трояни та бекдори, а також може приносити “критичні” виправлення продуктивності. Вони, на думку розробників, покращать роботу комп’ютера. Також Microsoft Defender навчився визначати піратські версії ОС. Він не лише надсилає повідомлення про те, що ОС “піратська”, але й скидає активацію та блокує службу AutoKMS (Key Management Service), яку використовують зловмисники, щоб безкоштовно активувати Windows.
В серпні 2024 року, Microsoft випустила патч KB5041580 для Windows 10, який є обов’язковим для встановлення, оскільки він усуває кілька критичних багів, що могли впливати на роботу системи. Патч виправляє проблеми в таких важливих компонентах, як Windows Defender Application Control (WDAC), Windows Backup, підтримка друку та система шифрування BitLocker. Це означає, що користувачі Windows 10 отримали покращену продуктивність та підвищену безпеку своїх пристроїв, що робить взаємодію з ОС більш надійною.

## Проблеми та баги системи
19 липня 2024 року користувачі Windows 10 масово зіткнулися з помилками в роботі Windows. Пізніше з’ясувалося, що проблеми спостерігаються не тільки в операційній системі. У зв’язку зі збоєм у програмному забезпеченні CrowdStrike стався «технічний армагеддон», від якого постраждали банки, телебачення, мобільний зв’язок, а також аеропорти та інша інфраструктура в різних країнах світу.
16 серпня 2024 року, згідно з інформацією ресурсу Windows Latest, критичне оновлення KB5041585, що було покликане виправити вразливість протоколу TCP/IP, викликало серйозні проблеми з ОС Windows 10 та Windows 11. У деяких випадках оновлення взагалі не встановлювалося, а деякі користувачі повідомили про значне зниження продуктивності після інсталяції даного оновлення. Крім цього, спостерігалися проблеми з постійним завантаженням процесора на 100 % і непрацездатність ігор з античитом на рівні ядра ОС, таких як Valorant і League of Legends від Riot Games.
21 березня 2025 року, згідно з інформацією ресурсу PCWorld, чергове оновлення KB5053606 для Windows 10, викликало чимало проблем. Частина користувачів зіткнулася з труднощами під час його встановлення: процес завершувався збоєм і видачею помилок, таких як 0x80070020. Деякі користувачі помітили зникнення значків з панелі завдань, інші зазначили, що налаштування робочого столу скидаються на заводські. Також спостерігалося значне уповільнення роботи системи, у тому числі затримки під час введення тексту з клавіатури.